# Dușana Zdravkova
Dușana Panaiotova Zdravkova (bulgară Душана Панайотова Здравкова) este un om politic bulgar, membru al Parlamentului European în perioada 2007-2009 din partea Bulgariei. 
1. ↑  Deputații în Parlamentul European